# Йоан I Маврокордат
Йоанос Маврокордатос (на гръцки: Ιωάννης Μαυροκορδάτος) е каймакам на Молдова и господар на Влашко.
Най-малкият брат в семейството на великия драгоман Александрос Маврокордатос. Сменя Лупу Костаки като първи каймакам на Молдова след бягството на Димитрие Кантемир в Русия.